# Ноеми
Ноèми (на италиански: Noemi) е псевдоним на Вероника Скопелѝти (на италиански: Veronica Scopelliti) – италианска певица, авторка на песни, музикална режисьорка и сценаристка.
Става известна през 2009 г. след участието си във второто италианско издание на шоуто за таланти X Factor, в което, макар и да не печели първо място, е най-успешната певица и впоследствие подписва договор със звукозаписната компания „Сони Мюзик“.
Участва шест пъти във Фестивала на италианската песен в Санремо: през 2010 г. с песента Per tutta la vita („За цял живот“) – носителка на наградата Sanremo Hit Award, през 2012 г. със Sono solo parole („Това са само думи“), класирана на 3-то място, през 2014 г. с Un uomo è un albero („Човек е дърво“) и Bagnati dal sole („Окъпани от слънцето“), които ѝ носят наградата Телегато на Санремо Соушъл, през 2016 г. с песента La borsa di una donna („Чантата на една жена“), през 2018 г. с Non smettere mai di cercarmi („Никога не преставай да ме търсиш“) и през 2021 г. с Glicine („Люляк“).
През 2012 г. е избрана от Уолт Дисни да композира италианския саундтрак към анимационния филм „Храбро сърце“ с песните Il cielo touchò и Tra vento e aria.
По време на кариерата си Ноеми има редица награди и признания, включително пет Wind Music Awards, пет награди Рома видеоклип, две награди Лунеция, една Телевизионна награда – награда за телевизионна режисура и специална Сребърна лента за изпълнението на песента Domani è un altro giorno, и редица номинации, сред които за Световните музикални награди, наградите TRL, OGAE, Сребърна лента в категорията „Най-добра оригинална песен“ за песента Vuoto a perdere и една Амнести Интернешънъл Италия за песента Amen.
На 21 юни 2017 г., в деня на Празника на музиката, Ноеми влиза в Книгата на рекордите на Гинес за най-голям брой концерти, изпълнени в рамките на 12 часа – 9 на брой.

## Биография
Ноеми е родена на 25 януари 1982 г. в Рим в семейство от Реджо Калабрия. Баща ѝ е бизнесмен и политик във Васто.
През 1983 г. на 19-месечна възраст прави първото си телевизионно участие, като се появява в реклама на „Памперс“. От ранна възраст открива страстта си към музиката, насърчавана от баща ѝ – бивш китарист на група, участвал във Фестивала в Кастрокаро през 1971 г. с песента Barbara. Взима частни уроци при известната музикална преподавателка Мария Грация Фонтана. На 7 г. започва да учи пиано, а на 11 г. – китара. В този период започва да пише и свои музикални парчета. По-късно се записва в Италианското дружество на авторите и издателите (SIAE).
След като завършва класическата гимназия Колеж „Св. Йосиф – Институт Де Мероде“ в Рим с пълно отличие, Ноеми се записва да учи специалност DAMS (Изкуства, музика и спектакъл) към Философския и филологически факултет на римския университет „Рома Тре“. Тя се дипломира през 2004 г. с пълно отличие и похвала с дипломна работа, озаглавена „Тяло за заека Роджър“. След това се записва в магистърска степен по специалност „Телевизионна и филмова режисура“ в същия факултет, където завършва с отличие и похвала през 2006 г. с дипломна работа за постмодерното кино.
По време на следването си Ноеми придобива първия си опит като сценарист и режисьор, пишейки няколко късометражни филма и занимавайки се с телевизионния канал Nessuno TV, и като певица, избирайки Ноеми за свое сценично име по името, което майка ѝ е искала да ѝ даде при раждането.
От 2011 г. Ноеми свири публично както на пиано, така и на китара. През същата година посещава Музикалната школа Sonus Factory в Рим.
От самото начало на кариерата си подкрепя много инициативи за солидарност и благотворителност.

## Кариера

### Начало, шоу за талантиX Factor 2и дебютен албумNoemi
През 2003 г. Ноеми започва да си сътрудничи с аранжора и композитора Диего Калвети, записвайки демо с кавър версии на певици като Арета Франклин и Анастейша, както и песни, написани от Франческо Сигиери и Пио Стефанини.
През 2006 г. се появява във видеоклипа на Пиер Кортезе Dimmi come passi le notti заедно със сестра си Ариана и участва като хористка в театралното шоу Donna Gabriella e i suoi figli на Габриеле Чирили.
През 2007 г. участва в селекциите на Sanremolab и е приета сред 12-те финалисти, без обаче да е сред трите победители, допускани по право до участие във Фестивала на италианската песен в Санремо 2008. По-късно свири в няколко концерта, придружавана от Братя Багаджаджо.
През есента на 2008 г. Ноеми взима участие във второто издание на шоуто за таланти X Factor, в категорията „Над 25 години“. Категорията е ръководена от певеца Морган, който я насърчава да пее на италиански, тъй като дотогава певицата предпочита да пее на английски. Тя е елиминира в 12-ия епизод и заема 5-о място в крайното класиране. В контекста на телевизионната програма на 21 април 2009 г. Ноеми участва в специалния епизод X Factor – Gala, по повод на който заема второ място в Наградата на критиката и пее в дует с Киара Канциан песента Prova a dire il mio nome.
На 10 април 2009 г. излиза Briciole („Трохи“) – първият ѝ сингъл, който дебютира на втора позиция в Топ синглите на Италия и влиза в Топ 100 на европейските класации на сп. Билборд. Парчето е сертифицирано като златно от FIMI. На 24 април сингълът е последван от EP Noemi, който достига осма позиция в Класацията на албумите на FIMI и 97-а позиция в Европейската класация на сп. Билборд. EP-то е сертифицирано за златно за повече от 50 хил. продадени копия в Италия.
Между пролетта и лятото на 2009 г. с турнето си Noemi Tour певицата участва и в много други концерти: X Factor Tour, TRL – Total Request Live on tour 2009 и MTV Mobile tour 2009, в различни дати на турнетата, организирани от италианските радиостанции, както и в Coca Cola Live @ MTV – the Summer Song. Освен това открива концерта на Симпли Ред.
На 6 юни на Арена ди Верона Ноеми получава Музикална награда „Уинд“ (Wind Music Awards) като най-обещаващ млад италиански талант.
На 21 юни тя участва в „Приятелки на Абруцо“ (Amiche per l'Abruzzo) – благотворителен концерт за жертвите от земетресението в Акуила на стадион „Джузепе Меаца“ в Милано, където пее в квартет с Ирене Гранди, Долченера и Сирия.
На 19 август се изявява в благотворителния Концерт за Виареджо на Стадион дей Пини в града, организиран от Дзукеро в полза на жертвите на тежката железопътна катастрофа от 29 юни.
През този период тя получава наградата „Град на малтийските рицари“ (Premio Città dei Cavalieri di Malta) в Тринитаполи като „Най-добро музикално откритие на 2009 г.“

### АлбумSulla mia pelleи първи Фестивал в Санремо (2010)
На 2 октомври 2009 г. излиза първият албум на певицата с неиздавани песни – Sulla mia pelle („По кожата ми“), който достига трета позиция в Класацията за албуми на FIMI. Дискът е предшестван на 10 септември от сингъла L'amore si odia („Любовта се мрази“), записан в дует с Фиорела Маноя, който достига върха на Топ синглите на Италия и 81-ва позиция в Европейската класация на сп. Билборд. Сингълът впоследствие е сертифициран като мултиплатинен, а свързаният с него видеоклип получава кандидатура за OGAE Video Contest 2010. На 19 февруари 2010 г. излиза луксозното издание на Sulla mia pelle, което достига третата позиция на най-продаваните албуми в Италия Албумът надхвърля 140 хил. продадени копия и става двойно платинен. Той също така влиза в Европейската класация на сп. Билборд на 42-ра позиция, където остава два месеца.
От октомври 2009 г. до януари 2010 г. Ноеми е заета с първата част от турнето ѝ Sulla mia pelle. В същия период тя пее с Клаудио Балиони и Джанлука Гриняни в песента Quanto ti voglio („Колко те искам“) от албума на Балиони QPGA, участва в Коледния концерт на Бъдни вечер във Ватикана и в концерта „Годината, която ще дойде 2010“ на 31 декември в Римини.
През февруари 2010 г. певицата пее в категория „Шампиони“ във Фестивала на италианската песен в Санремо 2010 сингъла Per tutta la vita („За цял живот“), завършвайки на 4-то място. Изключването ѝ от подиума предизвиква недоволството на публиката и реакцията на оркестъра, който в жест на разочарование навива партитурите и ги хвърля на сцената. Сингълът от Санремо дебютира на 1-ва позиция в Топ синглите на Италия и достига 81-ва позиция в Европейската класация на сп. Билборд. Той е награден със Sanremo Hit Award Download и е сертифициран като платинен от FIMI. Ноеми получава и две номинации: една за OGAE Song Contest 2010 и една за OGAE Video Contest 2010 за свързания със сингъла видеоклип.
От април до октомври 2010 г. Ноеми участва във втората част от турнето Sulla pelle mia. През този период тя продължава сътрудничеството си с Фиорела Маноя, като участва в някои дати от турнето ѝ Ho imparato a sognare tour. Певицата има възможност да открие и някои от концертите на Васко Роси от неговото турне Tour Europeo indoor, на Сийл в Лука и на Пати Право. Тя също така пее и на някои дати на турнетата, организирани от различни радиостанции.
През май Ноеми пуска новия си сингъл Vertigini („Световъртеж“) и е номинирана за наградите TRL 2010 и за наградата MTV First Lady, присъждана на поп звездата на сезона.
На 28 май на Арена ди Верона тя получава три платинени музикални награди „Уинд“ – една за продажбите на албума ѝ Sulla mia pelle, една за Per tutta la vita и една, заедно с Маноя, за L'amore si odia. На 26 юни участва в Дните на Ем Ти Ви Италия 2010.
Сътрудничеството с Фиорела Маноя се потвърждава отново с албума на Mаноя Il tempo e l'armonia, съдържащ дуета на двете певици и свързаното с албума турне, в което присъства Ноеми в някои от етапите му. Маноя празнува 30 години кариера с голям концерт на Арена ди Верона, в който участва и Ноеми.
На 1 октомври 2010 г. тя участва в 8-ото издание на O 'Scià – фестивал, замислен от Клаудио Балиони, с когото пее в дует. През същия период по Rai е излъчено шоуто Cirque du Cirill, в което Ноеми си сътрудничи с комика Габриеле Чирили. Освен това тя участва в някои етапи от турнето Universal Deluge на група Стадио и пее в дует с Нери пер Казо песента Come si cambia („Как се променяш“) от албума им Donne. Ноеми записва и песента на радио предаването Rudy Sunday, излъчвано по Radio DeeJay.

### АлбумRossoNoemiи Фестивал в Санремо 2012
На 28 януари 2011 г. излиза сингълът ѝ Vuoto a perdere („Празнина за губене“), написан от Васко Роси и Гаетано Курери. Песента е и саундтрак на филма Femmine contro maschi („Жени срещу мъже“) на реж. Фаусто Брици, който е и режисьор на 3D видеоклипа на песента с участието на актрисите Карла Синьорис и Серена Аутиери. Сингълът достига шеста позиция в Топ синглите на Италия и е сертифициран като платинен.
В същия период излиза книгата I Baustelle mistici dell'Occidente, която говори за сътрудничеството на рок групата Баустеле с жени изпълнителки, вкл. и с Ноеми. Певицата също така е номинирана за наградите TRL Awards 2011 като най-добър изпълнител в шоу за таланти.
На 22 март 2011 г. излиза албумът ѝ RossoNoemi („ЧервеноНоеми“), който дебютира на 6-а позиция в Класацията за албуми на FIMI. На 15 февруари 2012 г. излиза повторното издание на RossoNoemi – 2012 Edition. Албумът е сертифициран като платинен с над 60 хил. продадени копия.
На 6 май излиза сингълът Odio tutti i cantanti („Мразя всички певци“). Ноеми се грижи за сценария на видеоклипа, за който получава номинация за OGAE Video Contest 2011. Между юни 2011 г. и януари 2012 г. певицата е заета с първата част от турнето си RossoNoemi и с фестивала Heineken Jammin' Festival 2011, открива концерта на Васко Роси от турнето му Vasco Live Kom '011, участва в турнето на Тироманчино L'essenziale tour, в Дните на Ем Ти Ви 2011, в турнето на Стадио Diamanti e caramelle tour, в Коледния концерт във Ватикана и в новогодишния концерт L'anno che verrà в Курмайор, както и в различни турнета, организирани от радиостанции. В турнето си RossoNoemi певицата също така свири на пиано и на китара.
На 27 май 2011 г. на Арена ди Верона Ноеми получава мултиплатинена музикална награда „Уинд“ за албума си Sulla mia pelle. С песента Vuoto a perdere освен това тя е номинирана за Сребърна лента 2011 за най-добра оригинална песен и за OGAE Song Contest 2011. Със същата песен тя печели и наградата „Лунеция“.
На 16 септември излиза сингълът ѝ Poi inventi il modo („После измисляш начина“), написан от Федерико Дзампальоне от Тироманчино. Ноеми е сценаристка и сърежисьора на видеоклипа на песента. В този период тя пее в дует със Стадио песента La promessa – четвърти сингъл от албума на групата Diamanti e caramelle.
На 14 декември 2011 г. Ноеми е наградена на 9-ото изданието на Римската награда за видеоклипове с три награди: една за музикалния видеоклип на Vuoto a perdere, една за този на Poi inventi il modo и специална награда като изпълнител на годината.
Тя участва във Фестивала в Санремо 2012 с песента Sono solo parole („Това са само думи“), завършвайки на трето място след Ариза и победителката Ема Мароне. На вечерта на дуетите пее със Сара Джейн Морис песента To Feel in Love / Amarsi un po' и с Гаетано Курери песента Sono solo parole. Sono solo parole дебютира на трета позиция в Топ сингли на Италия и е сертифицирана като двойно платинен; около месец по-късно излиза видеоклипът на песента, чийто сценарист и сърежисьор е Ноеми.

### Концертен албумRossoLive, шоуThe Voice of Italyи други проекти
На 20 март 2012 г., ден след напускането на сцената на Ивано Фосати, излиза компилацията Pensiero stupendo – Le canzoni di Ivano Fossati interpretate dai più grandi artisti italiani, в която Ноеми участва със записа на песента La costruzione di un amore („Изграждането на една любов“). Същия ден излиза сборният албум Il senso... di Alex в памет на Алекс Барони, починал в катастрофа 10 години по-рано, в който певицата участва със записа на Cambiare („Да промениш“).
През пролетта на 2012 г. Ноеми започва втората част от турнето си RossoNoemi с участието на Фиорела Маноя и Гаетано Курери на някои от етапите му. В същия период тя участва в някои етапи от първата част на Sud Tour на Маноя, в Първомайския концерт в Рим, в TRL Awards 2012, в музикалния фестивал Musicultura и в различни турнета, организирани от радиостанции.
На 18 май излиза сингълът ѝ In un giorno qualunque („В един обикновен ден“), чийто видеоклип излиза на следващата седмица. Ноеми е негов режисьор и сценарист; в артистичния състав е и сестра ѝ Ариана и баща им Армандо. През същия месец тя участва в инициативата We Are the Maffons на радио предаването Freestyle по радио R101.
На 26 май на Арена ди Верона Ноеми участва в музикалните награди Wind Music Awards 2012. По време на събитието тя пее на живо, включително в дует Quello che le donne non dicono c Фиорела Маноя и Sono solo parole c Антонело Вендити.
През юли певицата взима участие в 8-ото издание на Театралния и песенен фестивал „Джорджо Габер“, където изпълнява песните си и отдава почит на Габер с изпълнението на Lo shampoo („Шампоанът“) и Il grido („Викът“). Il grido е включена в албума в памет на Габер Per Gaber... io ci sono, а също и в луксозната версия, която включва и два DVD диска, от които първият – Secondo me Giorgio Gaber съдържа някои интервюта, включително и с Ноеми.
През юли тя е наградена на Battiti Live – серия концерти в Пулия с Диск Норба на радио Norba за това, че се е отличила на музикалната сцена, и участва в 10-ото издание на Летния музикален фестивал (Summer Music Festival) в Трапани, където е удостоена с лятната музикална награда (Summer Music Award) като най-добър поп изпълнител.
На 2 септември 2012 г. тя се присъединява към Фиорела Маноя като кръстница на годишния конгрес Swarovski CGB Italia.
На 5 септември в италиански кина излиза филмът на Пиксар „Храбро сърце“ на Марк Андрюс и Бренда Чапман, за който Ноеми записва италианската версия на саундтрака, композиран от Патрик Дойл, записвайки песните Il cielo toccherò и Tra vento. Тя дублира героинята на принцеса Мерида в песенните ѝ изяви. Песните са включени в албума ѝ RossoLive.
На 24 август излиза сингълът Se non è amore („Ако не е любов“), чийто видеоклип е режисиран и написан от Ноеми. Песента, написана от Фабрицио Моро, предшества първия албум на живо на Ноеми RossoLive, издаден на 18 септември 2012 г. Освен неиздавани песни от репертоара ѝ и кавър версии, албумът включва и дуета с Фиорела Маноя L'amore si odia. Албумът достига 11-а позиция в Класацията за албуми на FIMI.
На 19 октомври 2012 г. Ноеми е наградена на римското събитие Una vita per il cinema със скулптура „Лело Еспозито“ за успеха на песента ѝ Vuoto a perdere, като по този начин става първата певица, наградена в историята на събитието. В този период тя участва и в някои от етапите на втората част на турнето на Фиорела Маноя Sud tour.
В Обединеното кралство певицата взима участие в някои етапи на турнето на Сара Джейн Морис Cello Songs Tour.
На 24 ноември 2012 г. Ноеми се изявява в Рим на Stadio Friendly Gala – концерт по случай 30-годишната кариера на „Стадио“, излъчен на 8 февруари 2013 г. по Rai Radio 1. Освен това Ноеми пее и на събитието Meraviglioso Modugno на Салона на музикалната иновация (Medimex) в Бари, където отдава почит на Доменико Модуньо с изпълнението на Nel blu dipinto di blu и Dio, come ti amo. Също така участва в 4-тото издание на коледния концерт по Rai 1 Buon Natale con Frate Indovino.
Между 2012 и 2013 г. Ноеми е куратор на Still on the Road (чието лого създава) на уеб телевизията Roxy Bar TV – проект, роден по идея на Ред Рони и Ноеми за събиране на информация за музиката в Лондон. В същия период започва турнето ѝ RossoLive с дати както в Италия, така и в Обединеното кралство. В лондонските ѝ концерти участва Сара Джейн Морис, а Ноеми взима участие в различни джем сесии в Обединеното кралство.
На 25 март 2013 г. Rai 2 излъчва епизод на телевизионната програма Emozioni, посветен на „Стадио“, където се говори и за сътрудничеството им с Ноеми.
От 7 март до 30 май 2013 г., заедно с Рафаела Кара, Пиеро Пелу и Рикардо Кочанте, Ноеми е треньор в първото издание на The Vocie of Italy, излъчено по Rai 2. Във Фазата на битката тя избира Марио Бионди за свой артистичен консултант.
На 6 август тя пее на концерта в памет на Лучо Дала. Водещ на събитието е Ред Рони и то е излъчено по Roxy Bar TV. По време на концерта, освен че изпълнява парчета от собствения си репертоар, Ноеми пее Anna e Marco на Дала и в дует с Франко Батиато парчето му La cura.
Също през 2013 г. Ноеми пее джингъла на Radio Italia. На 8 октомври участва в Gianni Morandi – Live in Arena – телевизионно музикално събитие, излъчвано в праймтайма по Canale 5, в което пее в дует с Джани Моранди Dimmi adesso con chi sei. На 19 ноември излиза компилацията Immagini del vostro amore на група Стадио, съдържаща La promessa („Обещанието“) в дует с Ноеми.

### Фестивал в Санремо, турне и албумMade in Londonи шоуThe Voice of Italy 2 & 3
На 18 декември 2013 г. в TG1 – вечерните новини по Rai 1 Фабио Фацио обявява участието на Ноеми във Фестивала в Санремо 2014 с песните Bagnati dal sole и Un uomo è un albero. По време на четвъртата вечер, наречена Санремо Клуб, тя изпълнява La costruzione di un amore („Строежът на една любов“) на Ивано Фосати. Певицата завършва пета в крайното класиране с песента Bagnati dal sole.
На 20 февруари излиза албумът ѝ Made in London, записан в Лондон. Той дебютира на втора позиция в Класацията за албуми на FIMI, оставайки в Топ 100 за повече от четири месеца и половина, а първият сингъл от албума – Bagnati dal sole дебютира на осма позиция в Топ сингли на Италия.
От 12 март 2014 г. Ноеми отново е треньор в The Voice of Italy. От 17 април е на турнето си Made in London.
На 2 май излиза вторият сингъл от албума ѝ Made in London: Don't Get Me Wrong – песен, с която участва в категория 'Big' във второто издание на Летния фестивал в Рим. Сценарист на видеоклипа към песента е самата Ноеми.
На 8 май 2014 г. Ноеми пее и свири на пиано в песента Con la musica alla radio заедно с Малика Аян, Л'Аура, Eма Мароне, Паола Турчи, Сирия, Ла Пина и Лаура Паузини в Таормина. Шоуто се излъчва по телевизията на 20 май като Stasera Laura: ho creduto in un sogno.
На 29 юни 2014 г. FIMI чрез съобщение за пресата включва песента от Санремо Bagnati dal sole и албума Made in London сред 100-те сингъла и 100-те най-продавани албума през първата половина на годината, въпреки че и двата са на пазара малко повече от четири месеца след публикуването им.
На 30 септември излиза новият албум на рапъра Федец Pop-Hoolista, съдържащ дуета с Ноеми в песента L'amore eternit.
На 3 октомври излиза третият сингъл от албума ѝ Made in London: Se tu fossi qui („Ако ти беше тук“), който е саундтрак на филмовата комедия Ambo! заедно с още една песен от албума – Alba.
През последната седмица на 2014 г. синглите Sono solo parole и Bagnati dal sole са сертифицирани от FIMI съответно като двойно платинен и златен.
От 25 февруари 2015 г. Ноеми е треньор за трети път в новото издание на The Voice of Italy („Гласът на Италия“) заедно с Пиеро Пелу, Джей Акс, Роби Факинети от Пух и сина му Франческо Факинети.
На 27 март 2015 г. излиза третият сингъл на Федец от албума му Pop-Hoolista: L'amore eternit, в който рапърът пее в дует с Ноеми. Само след 3 седмици той е сертифициран като златен, а по-късно – като тройно платинен.
На 1 май 2015 г. Ноеми участва в Първомайския концерт на Пиаца Сан Джовани в Рим.
На 25 май получава Наградата за телевизионна режисура за 2015 г. за Voice of Italy и изпълнява пиано версия, придружена от оркестъра, на песента Sono solo parole.
На 7 септември 2015 г. тя е гост на концерта на Фиорела Маноя на Арена ди Верона – събитие, което отбелязва 40-годишната кариера на Маноя.

### Фестивал в Санремо 2016, лейбълRed Sap Music, албумCuore d'artistaи Световен рекорд на Гинес
На 13 декември 2015 г. е обявено участието на Ноеми в 66-ото издание на Фестивала в Санремо в раздел „Шампиони“ с песента La borsa di una donna, написана от Марко Мазини която се нарежда на осмо място. На третата вечер на фестивала, посветен на кавър версиите на най-големите италиански изпълнители, певицата отдава почит на Лоредана Берте с песента Dedicato, с която се класира на 4-то място.
По същото време Ноеми минава към независимия звукозаписен лейбъл Red Sap Music, като същевременно остава свързана със Сони Mюзик за по-мащабното разпространение. Поради тази причина тя получава официалното признание на PMI Produttori Musicali Indipendenti.
На 21 януари 2016 г. чрез профила си във Фейсбук Ноеми обявява името на новия си албум: Cuore d'artista („Сърце на творец“), продуциран от Челсо Вали. На 25 януари 2016 г., на рождения си ден, тя публикува обложката на албума в социалните мрежи, на която тя е изобразена гола с ръце на гърдите. Новината е придружена от датата на излизане на диска: 12 февруари 2016 г., и от датата, на която е възможна предварителната му поръчка: 29 януари 2016 г., което дава възможност за предварително слушане на 2 песни: Amen („Амин“) и Mentre aspetto che ritorni („Докато чакам да се върнеш“). Освен че поема художественото ръководство на албума, Гаетано Курери от Стадио пише текстовете на песните Veronica guarda il mare и Devi soltanto esistere. В албума сътрудничат и Ивано Фосати, който пише Idealista! (от чийто текст Ноеми черпи вдъхновение за заглавието на албума), и Джулиано Санджорджи от Неграмаро, автор на Fammi respirare dai tuoi occhi („Нека дишам от твоите очи“). На 1 април песента Fammi respirare dai tuoi occhi е пусната като втори сингъл от албума, а видеото излиза на 22 април по канала на певицата във Vevo.
На 1 април 2016 г. излиза новият албум на Лоредана Берте Amici non ho... ma amiche sì!, с участието на Ноеми в песните Dedicato и Amici non ne ho. Същевременно е обявено участието ѝ в последната вечер от турнето Amiche Sì на Берте на 19 септември 2016 г. на Арена ди Верона.
На 14 май в Панаира на Каляри започва лятното турне на певицата Noemi Live, състоящо се от общо 14 дати, една от които в чужбина, целяща популяризирането на албума ѝ Cuore d'artista. На четвъртата дата, 17 юни, тя изнася концерт на откриващото събитие на Падуа Прайд Вилидж, представяйки творческата си песен Finalmente liberi – тематичната песен на събитието, за която е направен и видеоклип.
На 3 юни тя пее в Асизи на благотворителния концерт Con il cuore – Nel Nome di Francesco, а на 8 юни за втори път участва в концерта на радио RadioItaliaLive с песните Sono solo parole, Fammi respirare dai tuoi occhi и Vuoto a perdere.
На 10 юни 2016 г. излиза третият сингъл от албума Cuore d'Artista – Idealista!, чието видео е представено предния ден на уебсайта на в. „Ла Република“, а по-късно и на канала на певицата във Vevo. С песента Ноеми участва за втори път в конкурса на Летния фестивал 2016 в Рим. Със следващия си сингъл Amen, издаден на 7 октомври, тя получава номинация за наградата на Амнести Интернешънъл Италия.
От 17 ноември до 17 декември, стартирайки в Неапол, Ноеми предприема 10-степенно зимно турне в италианските клубове на име Cuore d'artista nei Club.
През 2016 г. тя също е модел и рекламно лице на италианската марка Фиорела Рубино за колекция есен/зима 2016 г. През 2017. Ноеми освен като модел, е и стилист, като си сътрудничи с марката в лятната ѝ колекция.
През 2017 г. Ноеми пее в дует с испанската група Jarabedepalo песента Mi piace come sei, включена в албума им 50 Palos, както и със Сирия в песента ѝ Se t'amo о no от албума ѝ 10 + 10. Тя също така получава наградата „Маргута“ в категория „Музика“.
На 21 юни, в деня на Празника на музиката, Ноеми влиза в Книгата на рекордите на Гинес за най-голям брой концерти (9), изпълнени за 12 часа, в рамките на нейното fiestasound tour.
На 8 септември 2017 г. по радиото е пуснат неиздаваният ѝ сингъл Autunno („Есен“). На 1 декември излиза сингълът ѝ I miei remedi („Моите лекарства“) – кавър на едноименната песен на музикалната група Ла Руа.
Ноеми отново участва в шоуто за таланти X Factor, този път в ролята на водеща на 11-ото му издание, за да подпомогне съдия Леванте във фазата Home Visit, излъчена на 19 октомври.
На 10 ноември излиза албумът Duets – Tutti cantano Cristina на Кристина Д'Авена, с която Ноеми пее в дует в песента Una spada per Lady Oscar.

### Фестивал в Санремо 2018, албумLa lunaи 10 години кариера
На 15 декември 2017 г. на вечерта Sarà Sanremo Клаудия Джерини и Федерико Русо обявяват участието на Ноеми в 68-ото издание на Фестивала в Санремо в категория „Шампиони“ с песента Non smettere mai di cercarmi („Никога не спирай да ме търсиш“), написана от Ноеми заедно с Диего Калвети, Масимилиано Пелан и Фабио де Мартино. Тя заема 14-о място в крайното класиране. На вечерта, посветена на дуетите, Ноеми пее парчето с Паола Турчи.
Сингълът Non smettere mai di cercarmi, издаден на 7 февруари 2018 г., предшества шестия албум на певицата – La luna („Луната“), лансиран на пазара два дни по-късно. Промоцията на албума продължава с извличането на четвъртия сингъл, озаглавен Porcellana („Порцелан“), написан от Емилиано Чечере и Диего Калвети. На 13 април излиза и негова ремиксирана версия в сътрудничество с дисководещия Шабло. По-късно тази песен е предложена в конкурса на 6-ото издание на Летния фестивал на Уинд в категорията Big.
Ноеми пее на Първомайския концерт в Археологическия парк на древногръцките стени на Таранто.
Тя е избрана и за изпълнителка на химна на Италия преди финала на 71-вото издание на Купата на Италия на Олимпийския стадион в Рим на 9 май.
От 25 май до 30 септември тя участва в ново, предимно лятно свое турне La luna tour, което стартира в Града на театъра и културата в Кашина и завършва на Пиаца Рома в Априлия. В концертите участват и гост изпълнители като Ариза и Морган (на 29 май в Tеатър „Арчимболди“ в Милано), и Гаетано Курери, Фиорела Маноя и Паола Турчи (на 30 май в Аудиториум „Парко дела Музика“ в Рим).
На 1 юни Ноеми пее в дует с Федец песента L'amore eternit на последното събитие от турнето на рапъра и Джей-Aкс Comunisti col Rolex Tour на стадион "Джузепе Меаца“ в Милано.
На 19 юни Ноеми участва в благотворителния концерт в Асизи Con il cuore – Nel Nome di Francesco, а на 15 юли е на сцената на музикалното събитие Battiti Live 2018 в Андрия
На 31 август на Арена на Верона Ноеми отдава почит на Лучо Дала, като реинтерпретира песните Domani („Утре“) и Anna e Marco („Анна и Марко“) (в последната заедно с Гаетано Курери) във връзка с музикалното събитие Lucio! в памет на Дала.
От 10 юни до 15 юли 2018 г. по италианската телевизия се излъчват рекламите на Негрони, в които Ноеми пее официалния джингъл. На 14 ноември чрез своите социални мрежи Грийнпийс публикува видео, насочено към повишаване на осведомеността за обезлесяването, причинено от интензивното производство на палмово масло, в което Ноеми дублира гласа на разказвачката в италианската версия.
На 8 февруари 2019 г., в десетата си година на кариера, Ноеми е на сцената на театър „Аристон“ за първи път като гостенка, за да изпее с Ирама песента La ragazza con il cuore di latta („Момичето с калаеното сърце“) на вечерта, посветена на дуетите на 69-ото издание на Фестивала в Санремо.
От 15 февруари до 15 март певицата е част от журито като член на Академията на второто издание на шоуто за таланти Sanremo Giovani.
На 28 февруари излиза игралният филм Domani è un giorno („Утре е ден“) на Симоне Спада, по чийто саундтрак работи Ноеми: тя преразглежда едноименната песен Domani è un altro giorno („И утре е ден“) на Орнела Ванони.
От 8 юни до 30 септември Ноеми предприема поредното си лятно турне – Blues & Love Summer Tour 2019, благодарение на което пее на главните италиански площади и на важни музикални събития, сред които Летният фестивал в Лука на 30 юни, където представя концерта на Франческо де Грегори. В изпълненията си на живо тя преосмисля репертоара си в блус звучене – жанр, повлиял на артистичната ѝ кариера от самото начало. По-късно Ноеми участва в концерт от турнето Figli di nessuno Tour на Фабрицио Моро, с когото пее в дует песента Sono sole parole на концерта в Палацето дело Спорт на 18 октомври в Рим.
На 23 ноември 2019 г. Ноеми е сред гостите на втория епизод на телевизионната програма Una storia da cantare, посветена на Лучо Дала, където пее в квартет с Фабрицио Моро, Енрико Руджери и Стадио кавъра на L'ultima luna („Последната луна“), и като солистка Se io fossi un angelo и Balla, balla ballerino.
Със саундтрака към игралния филм Domani è un'altro giorno певицата печели наградата BAFFOFF за „Качество на изпълнение“, Специалната лента на 74-то издание на наградата Сребърна лента и наградата „Рома Видеоклип“. Печели и „Рома Видеоклип“ в категорията „Жена-изпълнител на годината“ и наградата „Лунеция“ за последния си албум La luna („Луната“). В същия период тя е удостоена и с шеста награда: Magna Grecia Awards Opera.

### Сътрудничество
През 2020 г. в Аудиториум „Парко дела Mузика“ в Рим, Ноеми участва в извънредното издание на ежегодния Първомайски концерт, този път специално за телевизионното излъчване на живо, поради здравната криза пандемията от COVID-19. В същия период тя се присъединява към италианската супергрупа Allstars 4 Life, която събира над 50 италиански изпълнители за записа на песента Ma il cielo è semper blu (Italian Stars 4 Life) – хорова кавър версия на песента на Рино Гаетано. Приходите от сингъла, издаден на 8 май, са дарени на италианския Червен кръст в подкрепа на Il Tempo della Gentilezza – проект за подкрепа на най-уязвимите хора, засегнати от пандемията.
От 7 септември тя е официално рекламно лице на кампанията за информираност на Lundbeck Italia „Заедно за психично здраве“, популяризирана под егидата на различни асоциации в психиатричния и психологическия сектор с оглед на Световния ден на психичното здраве на 10 октомври.
Ноеми също се появява в епизод Под небето на Рим от най документалната телевизионна програма Ulisse – Il piacere della scoperta („Одисей – Удоволствието от откритието“), излъчен на 16 септември, в който тя е поканена от Алберто Анджела да отдадат почит на Вечния град, като изпълни песента на Габриела Фери Vecchia Roma.
На 16 ноември, във Фабрик в Милано, Ноеми участва заедно с други италиански изпълнители, включително Ариза, Кетама126 и Морган, в LENNON80 – благотворителен концерт, излъчен в стрийминг на живо по случай 80-годишнината от рождението на Джон Ленън.
На 15 януари 2021 г. излиза албумът на рапъра Иноки – Medioego, в който Ноеми присъства в песента Inspirazione („Вдъхновение“), иззлязла като сингъл на 12 февруари.

### АлбумMetarmorfosiи сътрудничества
От 2 до 6 март 2021 г. певицата участва в 71-вия Фестивал в Санремо с песента Glicine („Люляк“), с която се класира на 14-о място в крайното класиране. На третата вечер, наречена „Авторска песен“, посветена на почитта към песните – част от историята на италианската музика Ноеми отдава почит на Нефа, като изпълнява Prima di andare via („Преди да си тръгнеш“) в дует с него.
Сингълът от Санремо, лансиран на пазара на 3 март, предшества издаването на седмия студиен албум на изпълнителката – Metamorfosi („Метаморфоза“), продуциран от Dorado Inc.и издаден два дни по-късно.
През 2021 Ноеми участва в Първомайския концерт в Аудиотриум „Парко дела Музика“ в Рим. В същия период тя е избрана от Дисни да запише песента Un nuovo inizio – саундтрак на кампанията Noi principesse sempre („Ние винаги принцеси“), стартирана като сингъл на 28 май.
На 4 юни излиза неиздаденият по радиото сингъл ѝ Makumba – песен със сътрудничеството на Карл Брейв.
На 4 юли на площад „Тренто Триест“ във Ферара певицата стартира лятното си турне Metamorphosis Summer Tour 2021, с което се завръща на живо две години след последното си турне. Сътрудничеството с Карл Брейв продължава: с него Ноеми пее в дует на музикалното събитие в Пулия Battiti Live 2021 и впоследствие на Арена ди Верона, съответно на 23 август като гостенка на Coraggio Live Tour 2021 на певеца, на 31 август по време на пето издание на музикалното събитие Power Hits Estate и на 10 септември за Музикалните награди SEAT 2021, по време на които са наградени продажбите на сингъла Makumba.
На 7 септември 2021 г. заедно с Буста, Ермал Мета и Маргерита Викарио е жури на 64-ия Фестивал в Кастрокаро в Кастрокаро Терме е Тера дел Соле.
На 12 ноември 2021 г. тя издава сингъла Guardare giù („Да гледаш надолу“) , а на 4 декември е обявено участието ѝ във Фестивала на италианската песен в Санремо за 2022 г.
През 2022 г. тя участва във Фестивала в Санремо с песента Ti amo non lo so dire („Обичам те не знам да го кажа“), класирана на 15-о място. Като част от събитието, по време на четвъртата вечер, посветена на кавърите, тя отдава почит на Арета Франклин, като предлага своя версия на (You Make Me Feel Like) A Natural Woman.
На 18 март излиза сингълът Oro на Текла, написан от Ноеми. След това тя си сътрудничи с Мис Кета върху песента Una rosa a Lambrate („Роза в Ламбрате“), включена в албума Club Topperia.
На 4 юни стартира турнето ѝ Noemi Outdoor 2022. То води певицата на концерт в Буенос Айрес в театъра Coliseo, където по случай Деня на Италианската република, организиран от Генералното консулство на Италия в Аржентина, е нулевата дата на концертите. На 24 юни 2022 г. сингълът Hula-Hoo – второто сътрудничество с Карл Брейв, е пуснат по радиото. През същата година, заедно с Марко Боромей, Масимилиано Гало и Алеем Хан, Ноеми е член на журито на международния конкурс на 68-ото издание на филмовия фестивал в Таормина, насрочено от 26 юни до 2 юли, председателствано от Кристина Коменчини. По-късно тя пее на първия етап от Persone Tour на Маракеш, с когото прави дует по нотите на  Niente canzoni d'amore по време на концерта, проведен в Спортната палата в Рим на 23 септември. След това тя се връща, за да изпълнява с рапъра на другите римски дати от турнето. На 26 ноември Ноеми е гост и на 40-ия филмов фестивал в Торино, за който провежда майсторски клас по кино.
На 5 декември 2022 г. започва турнето Noemi Live 2022, което стартира в Театър „Белини“ в Неапол. На 16 декември по радиото зе завърта неиздаваният сингъл Fuori dai guai („Извън белите“), записан с Джемитец.

## Музикално влияние
Певицата многократно заявява, че предпочита блус и джаз музиката, вдъхновена от певци като Арета Франклин, Робърт Джонсън, Били Холидей, Джанис Джоплин, Ерика Баду, Джеймс Браун, Ета Джеймс и Джо Кокър.
От италианската музикална сцена тя се вдъхновява от Фиорела Маноя, Миа Мартини, Васко Роси, Гаетано Курери, Франческо де Грегори, Лучо Батисти, Фабрицио де Андре и Франческо Гучини. Връзката ѝ с Фиорела Маноя, считана от Ноеми за пример за подражание, е особено значима. Освен това и Маноя декларира, че вижда самата себе си в Ноеми.

## Вокалност и интерпретативна личност
В периода на юношеството Ноеми има вокален регистър на сопран, който започва да се променя около 13-годишна възраст, като на следващата година става черен глас. С пълнолетието си певицата става контраалт, което ѝ позволява по-лесно да изпълнява песни на певци и по-специално такива написани на английски. Ноеми успява да пее и мецосопран.
Считана за един от най-разнородните таланти и особено ценена от критиката, Ноеми варира от соул до блус и ритъм енд блус, преминавайки през рок и авторска музика. Тя се характеризира с дрезгав, мощен и дълбок глас.
Някои, включително Мара Майонки, сравняват гласа на Ноеми с този на Анастейша, а самата Анастейша в епизод на X Factor, казва, че оценява гласа ѝ. От италианската музикална сцена Фиорела Маноя заявява, че вижда себе си в Ноеми по тембър и енергия. Освен че се смята за наследница на Маноя, Ноеми се определя и като „новата Миа Мартини“ заради интерпретативната сила и вокална дрезгавинна.
Гаетано Курери, лидер на група Стадио, с който Ноеми пее в дует, както и парчета, написани от него, я нарича „най-големият женски талант, който имаме днес в Италия“ и хвали нейния глас, подчертавайки използването му, сякаш има музикален инструмент в гърлото. Други вместо това говорят за цял оркестър в гърлото ѝ и звукорежисьорите хвалят изравнения ѝ глас. Други като Лаура Паузини и Умберто Тоци възхваляват не само тембъра, но и интерпретативната ѝ сила.
Връзката ѝ с Васко Роси също е от особено значение – Ноеми открива някои от концертите му, пише в списание Il Blasco и пее парчета, написани от него. Васко Роси казва за нея: „Тя има точен и авторитетен начин на пеене, разделя думите така, сякаш ги изхвърля, докато ги плъзва в сърцето ти“.
Някои психолози изучават начина на пеене на Ноеми, например Джон Слобода – английски университетски преподавател – обяснява как тя използва мордент – това е техника, която използва две ноти, при които първата се отклонява от хармонията, което е достатъчно за създаване на леко недоумение, докато втората се връща към предварително определения път; следователно, след като моментът на загуба приключи, слушателят може да си поеме дъх, но това предизвиква спешна нужда от внимание. След като проучва ефектите върху психиката, Слобода твърди, че у слушателя могат да възникнат експлозивни ефекти: настръхване, ускорен пулс и в някои случаи плач.
Мартин Гун – канадски университетски професор – заявява, че с използването на тази техника „ние сме готови да следваме Наоми навсякъде, където гласът ѝ иска да ни отведе“. Психологията обаче не може да даде обяснение за това. Екип от невролози от Университета в Монреал обяснява как слушането на определени песни, изпълнени от определени вокалисти, като например Ноеми, предизвиква освобождаването на допамин в системата за възнаграждение на мозъка.

## Личен живот
От 2008 г. Ноеми има връзка с музиканта Габриеле Греко, който е част от групата ѝ като басист и контрабасист. На 20 юли 2018 г. двамата се женят в Рим в базиликата „Сан Лоренцо ин Лучина“.

## Дискография

### Студийни албуми
- 2009 – Noemi
- 2009 – Sulla mia pelle
- 2011 – RossoNoemi
- 2014 – Made in London
- 2016 – Cuore d'artista
- 2018 – La luna
- 2021 – Metamorfosi

### Концертни албуми
- 2012 – RossoLive

## Турнета
- 2009 – Noemi Tour
- 2009/10 – Sulla mia pelle tour (1-ва част)
- 2010 – Sulla mia pelle tour (2-ра част)
- 2011/12 – RossoNoemi tour (1-ва част)
- 2012 – RossoNoemi tour (2-ра част)
- 2013 – RossoLive tour
- 2014 – Made in London Tour
- 2016 – Noemi Live tour
- 2016 – Cuore d'artista nei club tour
- 2017 – Fiestasound tour
- 2018 – La luna tour
- 2019 – Blues & Love Summer Tour 2019
- 2021 – Metamorfosi Summer Tour 2021
- 2022 – Noemi Outdoor Tour 2022
- 2022 – Noemi Live 2022

## Филмография

### Кино
- Baciato dal sole, реж. Антонело Грималди – телевизионен минисериал (Rai 1, 2016)

### Телевизия
- X Factor (Rai 2, 2009)
- The Voice of Italy (Rai 2, 2013 – 2015)
- Sanremo Young (Rai 1, 2019)

## Награди и признания
- 2009 – Второ място в Наградата на критиката във второто издание на шоуто за таланти X Factor
- 2009 – Музикални награди „Уинд“ (Wind Music Awards) като най-обещаващ млад талант
- 2009 – Награда „Град на Малтийските рицари“ като най-добро музикално откритие на 2009 г.[18]
- 2010 – Награда Симпатия/ Капитолийски Оскар за солидарност
- 2010 –  Музикални награди „Уинд“ : Награда Платинено CD за албума Sulla mia pelle[38]
- 2010 –  Музикални награди „Уинд“ : Платинен онлайн сингъл за песента L'amore si odia[38]
- 2010 –  Музикални награди „Уинд“ : Платиен онлайн сингъл за песента Per tutta la vita[38]
- 2011 – Санремо Hit Award Download 2011 за Per tutta la vita[33]
- 2011 –  Музикални награди „Уинд“ : Награда за мултиплатинено CD за албума Sulla mia pelle[46]
- 2011 – Награда „Лунеция“: Специално споменаване за песента Vuoto a perdere[49]
- 2011 – Награда Рома Видеоклип за песента Vuoto a perdere[154]
- 2011 – Награда Рома Видеоклип за песента Poi inventi il modo[154]
- 2011 – Специална награда Рома Видеоклип за изпълнител на годината[154]
- 2012 – Участие в конкурса и Подиум на Фестивала в Санремо 2012, кат. Big, за песента Sono solo parole (3-то мястo)
- 2012 – Платинена Wind Music Awards за албума RossoNoemi
- 2012 – Диск Норба за изпълнител, отличил се на музикалната панорама
- 2012 – Лятна музикална награда (Summer Music Award) като най-добра поп изпълнителка[155]
- 2012 – Скулптура „Лело Еспозито“ за песента Vuoto a perdere[55]
- 2013 – Плоча „Болгери Мелоди“ по време на Voci за Aрфа на Фондация Арпа
- 2014 – Телегато на Санремо Соушъл за най-често споменаваната в Туитър на Санремо 2014[156]
- 2014 – Награда „Златен лимон“ на радио Норба за песента Sono solo parole
- 2015 – Награда за телевизионна режисура 2015 в кат. Най-добра телевизионна програма за телевизионната програма The Voice of Italy
- 2016 – Плоча PMI Независими музикални продуценти за участието ѝ във Фестивала в Санремо 2016 като независим изпълнител със звукозаписната компания Red Sap Music[72]
- 2016 – Участие в конкурса и финалистка на Фестивала в Санремо 2016, кат. Кавър версии за песента Dedicato (4-то място)
- 2016 – Почетна диплома на Гей Вилидж Колидж
- 2016 – Награда Шарлот[157]
- 2017 – Награда Маргута в кат. „Музика“[158]
- 2017 – Световен рекорд на Гинес за най-голям брой концерти в рамките на 12 часа[1]
- 2018 – Награда „Сребърен Питагор“[159]
- 2019 – Награда BAFFOFF за качество на изпълнението за песента Domani è un altro giorno
- 2019 – Специална Сребърна лента за песента Domani è un altro giorno
- 2019 – Награда „Лунеция“ за албума La luna[160]
- 2019 – Magna Grecia Awards Opera като изпълнител на годината
- 2019 – Награда „Рома Видеоклип“ за видеото на песента Domani è un altro giorno
- 2019 – Специална награда „Рома Видеоклип“ за жена – изпълнител на годината
- 2021 – Музикални награди SEAT: Награда за мултиплатинен диск за песента Makumba